# Тадайкская волость
Та́дайкская во́лость (латыш. Tadaiķu pagasts) — одна из территориальных единиц Южно-Курземского края Латвии, в историко-культурной области Курземе. Находится в центре края. Граничит с Бункской, Дурбской, Дуналкской, Гробинской, Гавиезской и Медзской волостями своего края, а также с городом Дурбе. Волостной центр — село Лиеги.

## История
В Тадайкской волости в 1945 году были созданы Тадайкский и Вартайский сельские советы. В 1954 году к Тадайкскому сельсовету был присоединён Вартайский сельсовет, в 1968 году — часть Ташского сельсовета, а в 1977 году часть территории Тадайкского сельсовета была передана Бункскому сельсовету.
В 2000 году был образован Дурбский край, включивший в себя город Дурбе и его сельскую территорию, а также Тадайкскую волость. В ходе административно-территориальной реформы Латвии 2021 года, Дурбский край был упразднён, Тадайкская волость вошла в состав укрупнённого Южно-Курземского края.

## География
Тадайкская волость расположена на Вартайской холмистой равнине Западной Курземской возвышенности. Северо-восточную окраину волости занимает часть озера Дурбес (площадь 970,5 га), лежащего в древней долине Дурбес-Вартаяс. В озеро Дурбес впадают реки Трумпе и Ланьупе, вытекает река Дурбе со своим притоком Айстере.

## Население
В 1935 году в Тадайкской волости проживало 1401 человек, из них латышей — 96,1 %, поляков — 2,1 %, немцев — 0,6 %.
По состоянию на 1 января 2022 года население волости составляло 799 человек.

## Состав
- Aistere
- Brenči
- Lieģi (Jaunlieģi)
- Šukteri
- Vārve

## Экономика
В 1935 году в волости насчитывалось 238 крестьянских хозяйств. В Лиеги и Тадайки работали молокозаводы, также в волости работали ветряная и водяная мельницы, кирпичная печь и 3 лесопилки.
В советское время на территории нынешней волости были созданы колхозы «Komunisma ceļš» (рус. Путь коммунизма), «Ленин», «Имантс Судмалис», которые затем были объединены в колхоз «Дурбе», совхоз «Лиепая» и колхоз «Cīņa» (рус. Борьба), впоследствии преобразованный в совхоз. В Айстере была построена МТС, которую в 1956 году преобразовали в Латвийский участок сельскохозяйственной техники. Работали сепараторные молочные пункты, механические мастерские, располагались склады Советской армии.
По состоянию на 2000 год в волости работали ООО «Айстере» по ремонту сельскохозяйственной техники  и «Ezermali», занимающееся молочным животноводством, две АЗС, магазины.

### Транспорт

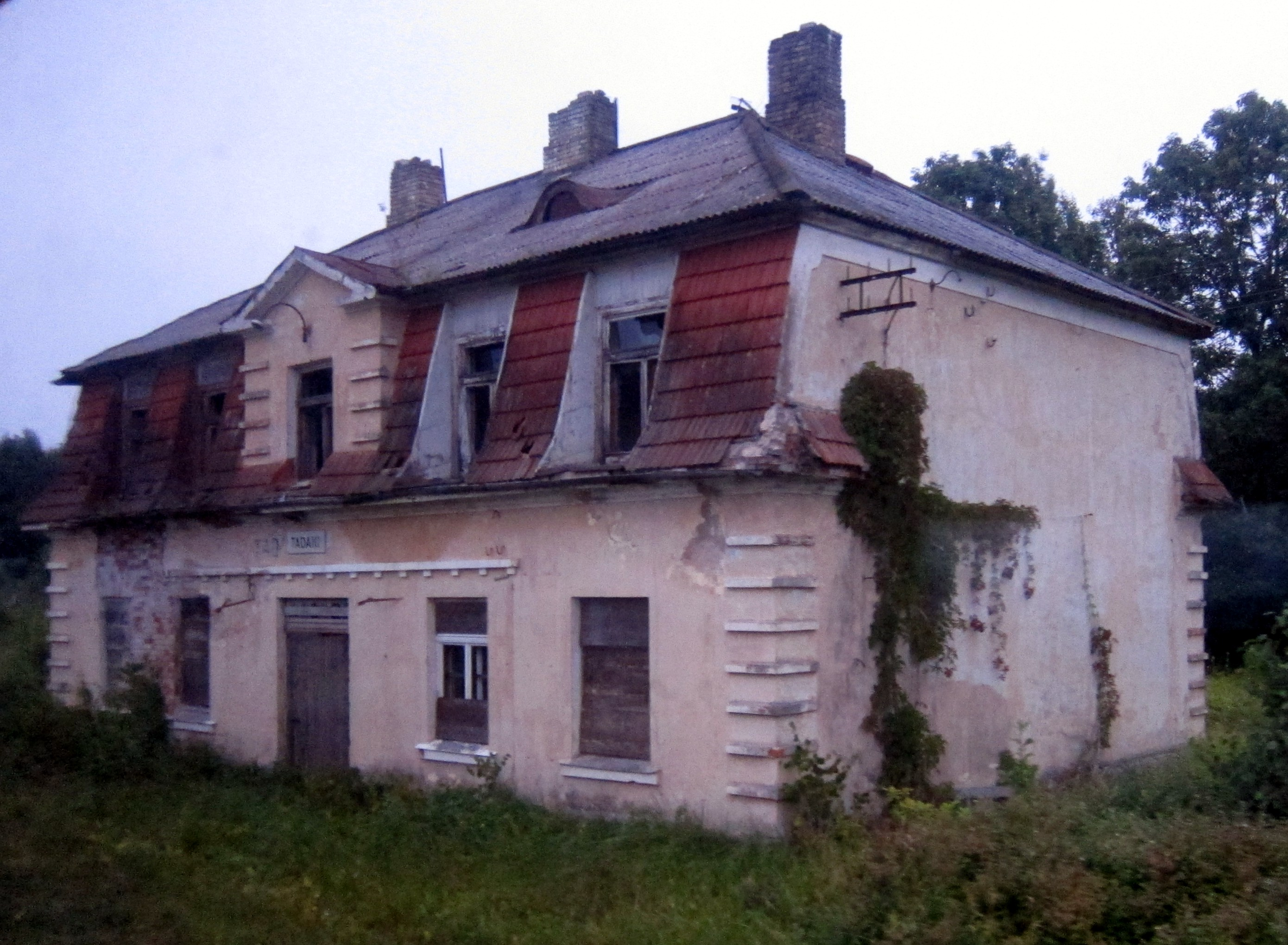
Станция Тадайки в 2013 году

Тадайкскую волость пересекает железнодорожная линия Елгава — Лиепая. Пассажирские поезда останавливались на станции Тадайки. В связи с нехваткой средств на модернизацию подвижного состава, 15 августа 2001 года пассажирское сообщение на линии было прекращено. Вновь пассажирское сообщение было открыто через 5 лет, в марте 2006 года, но поезда останавливались лишь на крупных станциях. Станция Тадайки работу не восстановила, находится в аварийном состоянии.
Через волость проходят региональная автодорога P112 Кулдига — Айзпуте — Личи и местные автодороги V1202 Дурбе — Айстере, V1206 Дурбе — Тадайки — Бунка — Приекуле, V1207 Тадайки — Маки и V1226 Гробиня — Тадайки.

## Образование и культура
Первая школа была основана в Тадайках в 1841 году. В 1935 году в Тадайках работала 6-классная начальная школа. В советское время в Тадайках работала 9-летняя школа (закрытая в 1970-х годах). В начале 1990-х годов на месте детского сада была открыта Христианская начальная школа Майи Крауле, в которой в 2000/01 учебном году обучалось 23 ученика. Также в волости работал Тадайкский дом культуры.
По состоянию на 2024 год в волости работают дом культуры и библиотека в Лиеги. Работают любительские коллективы: вокальный ансамбль «Tonuss», любительский театр, танцевальный коллектив старшего возраста «Trumpe», танцевальный коллектив среднего возраста «Kāre», детский коллектив современного танца, детский вокальный ансамбль, сельская капелла «Luste».